# Miłość i władza
Miłość i władza – album studyjny zespołu Lady Pank, wydany 15 kwietnia 2016 roku przez Universal Music Polska. 
Utwory zamieszczone na płycie są tematycznym zwieńczeniem dwóch poprzednich albumów studyjnych zespołu – Strach się bać (odnoszącym się do ówczesnej władzy i poruszającym głównie problemy społeczne) i Maraton (skupiającym się głównie na tematyce miłości). Warstwa muzyczna oraz tekstowa albumu jest stonowana i liryczna. Większość tekstów do utworów skomponowanych przez Jana Borysewicza napisał Wojciech Byrski, który jednocześnie zadebiutował na albumie w roli tekściarza zespołu. Drugim autorem tekstów piosenek na płycie jest Bogdan Olewicz (do utworów: „Z niczego coś” i „Droga”). Album w podstawowej wersji doczekał się trzech singli promujących – „Miłość”, „Władza”, „Trochę niepamięci”. Największy sukces komercyjny odniósł utwór „Miłość” osiągając 3. miejsce w 3622 notowaniu POPlisty radia RMF FM. 
Album ukazał się kolejno w trzech różnych edycjach – premierowej, limitowanej oraz specjalnej. Edycja specjalna zawiera dodatkowy 11. utwór – „Sterowany”.
Wydawnictwo osiągnęło 2. miejsce na listach OLiS, a w marcu 2021 uzyskało status złotej płyty.

## Lista utworów
Wydanie premierowe (15 kwietnia 2016):
1. „Miłość”  (muz. J. Borysewicz sł. W. Byrski) – 03:31
2. „Władza” (muz. J. Borysewicz sł. W. Byrski) – 03:15
3. „Trochę niepamięci” (muz. J. Borysewicz sł. W. Byrski) – 03:14
4. „Lizusy” (muz. J. Borysewicz sł. W. Byrski) – 02:58
5. „Z niczego coś” (muz. J. Borysewicz sł. B. Olewicz) – 03:47
6. „Mogę sobie pójść” (muz. J. Borysewicz sł. W. Byrski) – 03:48
7. „Droga” (muz. J. Borysewicz sł. B. Olewicz)  – 02:51
8. „Moment” (muz. J. Borysewicz sł. W. Byrski) – 03:25
9. „Na dowód” (muz. J. Borysewicz sł. W. Byrski) – 04:02
10. „Czarne myśli” (muz. J. Borysewicz sł. W. Byrski) – 03:34

Edycja Specjalna (16 listopada 2016):
1. „Miłość”  (muz. J. Borysewicz sł. W. Byrski) – 03:31
2. „Władza” (muz. J. Borysewicz sł. W. Byrski) – 03:15
3. „Trochę niepamięci” (muz. J. Borysewicz sł. W. Byrski) – 03:14
4. „Lizusy” (muz. J. Borysewicz sł. W. Byrski) – 02:58
5. „Z niczego coś” (muz. J. Borysewicz sł. B. Olewicz) – 03:47
6. „Mogę sobie pójść” (muz. J. Borysewicz sł. W. Byrski) – 03:48
7. „Droga” (muz. J. Borysewicz sł. B. Olewicz)  – 02:51
8. „Moment” (muz. J. Borysewicz sł. W. Byrski) – 03:25
9. „Na dowód” (muz. J. Borysewicz sł. W. Byrski) – 04:02
10. „Czarne myśli” (muz. J. Borysewicz sł. W. Byrski) – 03:34
11. „Sterowany” (muz. J. Borysewicz sł. W. Byrski) – 03:35

## Single
1. „Miłość” – 03:31
2. „Władza” – 03:15
3. „Sterowany” (zapowiadający Edycję Specjalną[11]) – 03:35
4. „Trochę niepamięci” – 03:14

## Muzycy
- Jan Borysewicz – śpiew (9, 11), chórki (5, 6) gitara, gitara solowa, mandolina (2, 3, 4), gitara basowa (11)
- Janusz Panasewicz – śpiew
- Kuba Jabłoński – perkusja
- Krzysztof Kieliszkiewicz – gitara basowa (1-10)
- Rafał Paczkowski – produkcja, aranżacja, instrumenty klawiszowe

## Sprzedaż
| Lista | Kraj   | Pozycja |
| ----- | ------ | ------- |
| OLiS  | Polska | 2       |